# Leptotes babaulti
Espèce
Leptotes babaulti  est une espèce africaine de lépidoptères (papillons) de la famille des Lycaenidae et de la sous-famille des Polyommatinae.

## Noms vernaculaires
Leptotes babaulti se nomme en anglais Babault's Zebra Blue.

## Description
L'imago de Leptotes babaulti est un petit papillon possédant une queue aux ailes postérieures en n2.
Le revers des ailes est beige foncé zébré de lignes blanches, et orné de deux ocelles noirs cerclés de bleu et d'orange à l'angle anal de l'aile postérieure.

## Période de vol
Il vole toute l'année, sans faire de diapause[réf. souhaitée].

## Distribution
Il est répandu en Afrique subsaharienne.

## Systématique
L'espèce actuellement appelée Leptotes babaulti a été décrite par l'entomologiste français Henri Stempffer en 1935 sous le nom initial de Syntarucus babaulti.